# 자연휴식년제
자연휴식년제는 오염의 정도가 지나치게 심각하거나 황폐화할 염려가 많은 국·공립 공원에 한해 3년 동안 사람의 출입을 통제함으로써 자연 생태계의 파괴를 막고 복원을 위해 마련한 제도이다. 1990년 10월 15일부터 북한산 등 12개 공원에서는 취사는 물론 야영이 금지되었으며, 설악산 등 14곳은 1991년도부터 돌아가며 자연 휴식년제를 실시하고 있다. 이를 통해 생물 다양성을 보존한다.